# Marco Avellaneda
Pour les articles homonymes, voir Avellaneda (homonymie).
Marco Avellaneda (né le 16 février 1955 et mort le 11 juin 2022) était un mathématicien et consultant financier américain d'origine argentine. Il était récemment directeur de la division de mathématiques financières au Courant Institute of Mathematical Sciences de l'université de New York. 

## Jeunesse et formation
Avellaneda est né le 16 février 1955 à Miramar, en Argentine. Son arrière-grand-père, Nicolás Avellaneda, a été le plus jeune président de l'Argentine. On lui attribue une période de paix et une production et des exportations économiques importantes à la fin du XIXe siècle. Il a passé ses années de formation à Rio de Janeiro, à Buenos Aires et à Paris. Avellaneda a étudié à l'université de Buenos Aires de 1977 à 1981. Il a déménagé aux États-Unis en 1981 pour poursuivre un doctorat en mathématiques à l'université du Minnesota à Twin Cities, où il a obtenu son doctorat en 1985 sous la direction de Naresh Chandra Jain, avec une thèse intitulée Large Deviation Estimates and the Homological Behavior of Brownian Motion on Manifolds. 
Il fut marié à Cassandra Richmond, une psychothérapeute et vécut à New York. 

## Carrière académique
Il a commencé sa carrière universitaire en 1985 au titre d'instructeur au Courant Institute of Mathematical Sciences de l'université de New York (NYU) et il est membre de la faculté depuis lors. Il a été nommé directeur de la division Mathématiques financières en 1998. Ses domaines de recherche furent les mathématiques appliquées et la physique, la finance mathématique, l'économétrie des marchés financiers, les titres dérivés, la théorie des portefeuilles et la gestion des risques. 
Il a été membre en visite de l'Institute for Advanced Study en 1997, du Laboratoire de Mathématiques Appliquées à l'Ecole Polytechnique de Paris, l'Institut Jean Dieudonné de l'Université de Nice, de l'Institut de mathématiques et ses applications de l'université du Minnesota, et du Centre international de mathématiques de l'université de Coimbra. Il a siégé au Comité de la politique scientifique (Science Policy) de l’American Mathematical Society de 2000 à 2003. 
Il est surtout connu pour le modèle de volatilité incertaine pour la tarification des options et pour ses contributions à la formulation de stratégies de négociation quantitatives, telles que l'arbitrage statistique, la négociation en corrélation et la tenue de marché automatisée. Il donna des cours à la NYU en gestion du risque et du portefeuille et en dérivés. 

## Conseil et autres entreprises
Avellaneda fut un expert en finance quantitative et mena de nombreuses consultations sur le sujet. Sa première affectation, en 1996, était avec le bureau des dérivés de change à la Banque Indousuez à New York. Il est devenu vice-président du groupe de recherche sur les produits à revenu fixe et les produits dérivés chez Morgan Stanley en 1996, où il a travaillé pendant un an avant de retourner à NYU. Il a été consultant pour l'équipe de recherche sur les titres à revenu fixe de la Banque Paribas en 1999. Il a dirigé l'équipe de recherche sur les options de Gargoyle Strategic Investments de 2000 à 2004. Avellaneda a été consultant pour la Banque Royale sur les dérivés de crédit structurés en 2001-2002. En 2003, il a fondé la société de conseil en gestion des risques Finance Concepts  avec ses collègues mathématiciens Rama Cont et Nicole El Karoui. En 2004, il a démarré le fonds Nimbus de Capital Fund Management, consacré à la négociation systématique de produits dérivés cotés en bourse. 
Les domaines de recherche d'Avellaneda sont centrés sur les applications des mathématiques et des statistiques aux marchés financiers, principalement dans les domaines du trading et de la gestion des risques. En 2010, il fut nommé «Quant of the Year» par le magazine Risk  pour son article sur les options de fixation du prix des titres difficiles à emprunter, en collaboration avec Michael Lipkin. 

## Prix et distinctions
Il a été conférencier invité au congrès international des mathématiciens à Zurich en 1994 et à Berlin en 1998,